# Justinskij rajon
Lo Justinskij rajon (in russo Юстинский район?, Lingua calmucca: Юстан район) è un municipal'nyj rajon della Repubblica autonoma di Calmucchia, nella Russia europea. Istituito nel 1938, occupa una superficie di circa 7.996 chilometri quadrati, ha come capoluogo Cagan Aman e ospita una popolazione di 10.399 abitanti.